# Episodi di American Horror Story (quinta stagione)
La quinta stagione della serie televisiva American Horror Story, intitolata American Horror Story: Hotel e composta da 12 episodi, è stata trasmessa in prima visione negli Stati Uniti d'America sul canale via cavo FX dal 7 ottobre 2015 al 13 gennaio 2016. In Italia, la stagione è andata in onda in prima visione sul canale satellitare Fox dal 21 dicembre 2015 al 7 marzo 2016.
Gli attori che ritornano dalle precedenti stagioni sono: Kathy Bates, Sarah Paulson, Evan Peters, Wes Bentley, Matt Bomer, Chloë Sevigny, Denis O'Hare, Angela Bassett, Mare Winningham, Christine Estabrook, Finn Wittrock, Lily Rabe, Anthony Ruivivar, John Carroll Lynch, Matt Ross, e Gabourey Sidibe, mentre tra i nuovi volti troviamo Cheyenne Jackson e Lady Gaga.

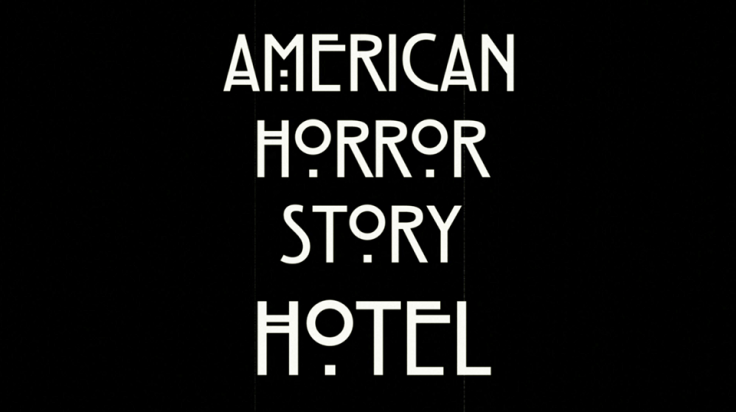
Logo della quinta stagione Hotel

| nº | Titolo originale            | Titolo italiano                  | Prima TV USA     | Prima TV Italia  |
| -- | --------------------------- | -------------------------------- | ---------------- | ---------------- |
| 1  | Checking In                 | Benvenuti all'Hotel Cortez       | 7 ottobre 2015   | 21 dicembre 2015 |
| 2  | Chutes and Ladders          | Scivoli e scale                  | 14 ottobre 2015  | 28 dicembre 2015 |
| 3  | Mommy                       | Madre                            | 21 ottobre 2015  | 4 gennaio 2016   |
| 4  | Devil's Night               | La notte del diavolo             | 28 ottobre 2015  | 11 gennaio 2016  |
| 5  | Room Service                | Servizio in camera               | 4 novembre 2015  | 18 gennaio 2016  |
| 6  | Room 33                     | La stanza 33                     | 11 novembre 2015 | 25 gennaio 2016  |
| 7  | Flicker                     | La settima arte                  | 18 novembre 2015 | 1º febbraio 2016 |
| 8  | The Ten Commandments Killer | Il killer dei dieci comandamenti | 2 dicembre 2015  | 8 febbraio 2016  |
| 9  | She Wants Revenge           | Lei vuole vendetta               | 9 dicembre 2015  | 15 febbraio 2016 |
| 10 | She Gets Revenge            | Lei si vendica                   | 16 dicembre 2015 | 22 febbraio 2016 |
| 11 | Battle Royale               | Battaglia finale                 | 6 gennaio 2016   | 29 febbraio 2016 |
| 12 | Be Our Guest                | Sii nostro ospite                | 13 gennaio 2016  | 7 marzo 2016     |

## Benvenuti all'Hotel Cortez
- Titolo originale: Checking In
- Diretto da: Ryan Murphy
- Scritto da: Ryan Murphy e Brad Falchuk

### Trama
Due turiste svedesi arrivano a Los Angeles e prenotano una stanza in un albergo in periferia, l'Hotel Cortez.
Pronta ad accoglierle alla reception c'è Iris (Kathy Bates), una donna dai modi non molto garbati. Dopo che le due ragazze le confessano la loro delusione e di voler un rimborso per cambiare albergo, Iris suggerisce loro di passarci una notte affermando che non se ne sarebbero pentite.
Dopo pochi minuti nella loro stanza, sentono uno strano odore provenire dal materasso, notando con grande stupore che è stato precedentemente tagliato in due e poi ricucito; improvvisamente, dall'interno del materasso esce un essere che strilla e spaventa le ragazze.
Immediatamente chiamano la receptionist, la quale nell'attesa di trasferirle da un'altra parte, le fa momentaneamente sostare nella stanza 64. Da qui, verranno poi rapite e verrà loro prelevato del sangue, per nutrire altri ospiti dell'Hotel, primi fra tutti, dei bambini biondi.
Intanto all'Hotel Cortez, accolto dalla donna transessuale Liz Taylor (Denis O'Hare), arriva anche il detective John Lowe (Wes Bentley), alle prese con un killer che sembra seguire una pista dei Dieci Comandamenti; è proprio questo assassino che porta il detective a soggiornare all'Hotel Cortez. Durante la notte però, accade qualcosa di strano: tra i corridoi vede correre un bambino biondo che assomiglia molto a suo figlio, Holden, scomparso nel 2010 sotto la sua sorveglianza durante un'uscita al Luna Park. La scomparsa del figlio è anche uno dei motivi di distacco dalla moglie, la dottoressa Alex (Chloe Sevigny). I due hanno anche un'altra figlia, Scarlett.
A soggiornare nell'Hotel, ci sono anche altri ospiti, tra cui spiccano: Elizabeth Johnson, chiamata La Contessa (Lady Gaga), che ha una relazione amorosa con il figlio della receptionist, Donovan (Matt Bomer), i quali sono entrambi affetti da un "virus" che li porta a nutrirsi di sangue e ad essere simili a vampiri; un'altra ospite che risiede nell'Hotel è la stramba tossicodipendente Sally (Sarah Paulson), affetta da dipendenza affettiva. Nel frattempo all'Hotel Cortez arriva anche uno stilista Newyorkese, Will Drake (Cheyenne Jackson) e suo figlio Lachlan, che intendono comprare la struttura e diventare nuovi proprietari dell'Hotel.
Un flashback ci porta al 1994, dove una preoccupata Iris segue suo figlio Donovan che è in compagnia della tossicodipendente Sally McKenna; questi entrano nell'Hotel Cortez e prenotano una stanza per potersi drogare. Iris non arriva in tempo e vede suo figlio che è ormai andato in overdose. Si salverà solo grazie all'aiuto della Contessa, che deciderà di infettarlo con il suo virus. Iris, arrabbiata con Sally, decide di buttarla giù dalla finestra mentre questa stava abbandonando l'Hotel.
Oltre ai viventi, nell'albergo albergano quindi due tipi di creature: i vampiri e i fantasmi. I vampiri sono immortali e si nutrono di sangue. Questi possono diventare vampiri solo dopo aver bevuto il sangue di un altro vampiro (il sangue contiene un virus). I fantasmi sono coloro che sono morti nell'hotel e qui rimangono per sempre (come in Murder House, prima stagione). 
- Special guest star: Mare Winningham (Hazel Evers).
- Guest star: Christine Estabrook (Marcy), Max Greenfield (Gabriel), Richard T. Jones (Detective Hahn), Shree Crooks (Scarlett Lowe), Helena Mattsson (Agnetha), Kamilla Alnes (Vendela), Lennon Henry (Holden Lowe), Lyric Lennon (Lachlan Drake).
- Ascolti USA: telespettatori 5 807 000 – rating 18-49 anni 3%[3]

## Scivoli e scale
- Titolo originale: Chutes and Ladders
- Diretto da: Bradley Buecker
- Scritto da: Tim Minear

### Trama

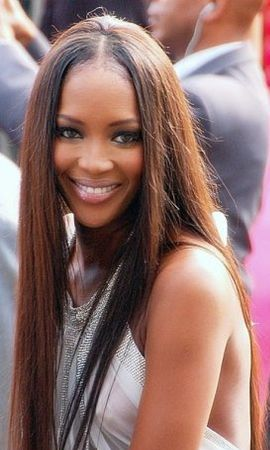
Naomi Campbell interpreta Claudia Bankson

Will ospita una sfilata di moda nella hall dell'hotel con l'aiuto della editor di Vogue Claudia Bankson (Naomi Campbell).
Pezzo forte della sfilata è l'attore e modello Tristan Duffy (Finn Wittrock), una star tossicodipendente e narcisista dello spettacolo, che, per aver aggredito, in evidente stato alterato, uno spettatore durante la sfilata, cattura l'attenzione di Elizabeth, che decide di trasformarlo in un vampiro. I due hanno  poi un rapporto sessuale, durante il quale vengono sorpresi da Donovan, che si ingelosisce. Elizabeth decide quindi di porre fine alla loro relazione. Nel frattempo, John torna all'hotel con l'intenzione di arrestare Iris, ma lei invece gli racconta la storia dell'hotel, mostrata tramite un flashback.
Il sadico James Patrick March (Evan Peters) aveva costruito l'hotel nel 1920 come un luogo in cui poter torturare ed uccidere le persone senza essere scoperto; ciò grazie alla progettazione di alcuni trucchi, come corridoi senza uscita, camere segrete, pareti inspessite con il piombo, ecc. Alla fine, a seguito di una denuncia, sporta probabilmente dalla moglie, la polizia si presentò all'hotel per interrogarlo. Trovatisi senza via d'uscita, lui e la sua fedele lavandaia Miss Evers (Mare Winningham) decisero di suicidarsi, diventando così fantasmi perenni. 
Nel frattempo, annoiati dalla sfilata, Lachlan e Scarlett fanno amicizia, e Lachlan conduce Scarlett in uno stanzone con una piscina coperta, ormai vuota, che contiene quattro piccole bare per i bambini di Elizabeth. I bambini sono vampiri: si nutrono anch'essi di sangue umano purificato mediante dialisi, e nel resto del tempo giocano ai videogiochi su grandi teleschermi in una camera dell'hotel, mentre le bare permettono loro di risposarsi dormendo e di recuperare le energie. 
In uno dei bambini che giacciono nelle bare, Scarlett riconosce il fratello, Holden, così il giorno seguente decide di tornare all'hotel, all'insaputa dei genitori che la credono a scuola, per parlare con lui. Come prova, scatta una foto con il fratello, in modo che i suoi genitori siano costretti a credere che Holden è ancora vivo; quando mostra la foto, però, John vede solo l'immagine sfocata di un bambino biondo. Alex, dal canto suo, è convinta che la figlia menta e comincia a provare del risentimento per lei.
Si intuisce che Holden è stato probabilmente rapito, trasformato in vampiro e portato nell'hotel. 
- Special guest star: Finn Wittrock (Tristan Duffy), Mare Winningham (Hazel Evers), Sascha Malkovich (Manuell Kruger),  Naomi Campbell (Claudia Bankson).
- Guest star: Max Greenfield (Gabriel), Richard T. Jones (Detective Hahn), Mädchen Amick (Mrs. Ellison), Shree Crooks (Scarlett Lowe), Helena Mattsson (Agnetha), Kamilla Alnes (Vendela), Lennon Henry (Holden Lowe), Lyric Lennon (Lachlan Drake).
- Ascolti USA: telespettatori 4 061 000 – rating 18-49 anni 2,2%[4]

## Madre
- Titolo originale: Mommy
- Diretto da: Bradley Buecker
- Scritto da: James Wong

### Trama
Tristan incontra March e gli promette di uccidere Will dopo che gli avrà rivelato i suoi piani per rinnovare l'hotel. Elizabeth ferma Tristan mentre vuole uccidere Will e gli rivela che ha intenzione di sposare il progettista e poi ucciderlo per ottenere la sua intera proprietà, perché ha perso tutti i suoi soldi in un investimento sbagliato. Iris è ancora una volta respinta come madre da Donovan che la convince ad uccidersi. Poco dopo, Donovan viene rapito da Ramona Royale (Angela Bassett), una vampira ex-amante di Elisabeth. 
Ramona vuole uccidere i bambini-vampiri di Elizabeth per vendicare l'omicidio del suo amante. Rilascia Donovan, il quale vede non ha nulla a che fare con la rottura con Elisabeth. Donovan ritorna di nuovo in albergo proprio quando Iris, la madre, ha deciso di porre fine alla sua vita con un'overdose di eroina fornitale da Sally. Donovan irrompe nella stanza e porta via Iris in fin di vita alimentandola con il suo sangue di vampiro. Iris quindi diventa un vampiro immortale. Alex porta a John i documenti per il divorzio al Cortez, e uscendo dalla camera di John rimane scioccata nel vedere Holden, che la saluta con un: "Ciao, mamma".
- Special guest star: Finn Wittrock (Tristan Duffy), Mare Winningham (Hazel Evers), Sascha Malkovich (Mauell Kruger), Naomi Campbell (Claudia Bankson).
- Guest star: Max Greenfield (Gabriel), Richard T. Jones (Detective Hahn), Mädchen Amick (Mrs. Ellison), Shree Crooks (Scarlett Lowe), Roxana Brusso (Dr. Kohan), David Naughton (Mr. Samuels), Lennon Henry (Holden Lowe), Lyric Lennon (Lachlan Drake).
- Ascolti USA: telespettatori 3 202 000 – rating 18-49 anni 1,7%[5]

## La notte del diavolo
- Titolo originale: Devil's Night
- Diretto da: Loni Peristere
- Scritto da: Jennifer Salt

### Trama
Nella Notte del Diavolo (il 30 ottobre), Richard Ramirez (Anthony Ruivivar) si registra in albergo e compie una serie di omicidi. Mentre il giorno va avanti, sempre più serial killer arrivano, tra cui Aileen Wuornos (Lily Rabe), che incontra John nel bar e tenta di ucciderlo. Lui la seduce e incontra gli altri assassini alla cena "reunion", ma li crede persone in costume di Halloween. Liz informa John della cena annuale di March della Notte del Diavolo, in cui i più noti serial killer statunitensi, che erano passati nell'albergo prima della loro cattura i morte, si riuniscono e celebrano i loro crimini. A questa cena John incontra di nuovo la Wuornos, ed è presentato da March a Ramirez, John Wayne Gacy (John Carroll Lynch), Jeffrey Dahmer (Seth Gabel), e Zodiac.
Nel corso della cena, John conferma agli ospiti di aver ucciso un uomo che è stato raccolto da Sally. Nel frattempo, Alex porta Holden a casa per poter verificare cosa c'è di sbagliato in lui, solo per finire con Holden che uccide il loro cane e inizia a berne il sangue. Dopodiché Holden vuole visitare la sua "altra mamma", così la porta da Elizabeth, con cui Alex avrà un confronto. Elizabeth sostiene che John ha trascurato Holden e spiega che ha portato Holden lontano dai suoi genitori per "salvarlo". Elizabeth offre a Alex l'opportunità, che quest'ultima accetta lentamente, di diventare un vampiro così da poter passare il resto dell'eternità con il figlio.
- Special guest star: Finn Wittrock (Tristan Duffy), Mare Winningham (Hazel Evers), Lily Rabe (Aileen Wuornos).
- Guest star: Richard T. Jones (Detective Hahn), Shree Crooks (Scarlett Lowe), John Carroll Lynch (John Wayne Gacy), Seth Gabel (Jeffrey Dahmer), Anthony Ruivivar (Richard Ramirez), Lennon Henry (Holden Lowe).
- Ascolti USA: telespettatori 3 045 000 – rating 18-49 anni 1,6%[6]

## Servizio in camera
- Titolo originale: Room Service
- Diretto da: Michael Goi
- Scritto da: Ned Martel

### Trama
Iris e Donovan si incontrano con Ramona e discutono su come vendicarsi di Elizabeth e dicono che far diventare Iris il loro uomo all'interno della cerchia di Elizabeth è una buona scelta dato che quest'ultima non avrebbe mai sospettato di lei. Nel frattempo, Alex, la neo-vampira, salva il suo paziente Max dal morbillo e da una grave polmonite iniettando il suo sangue nella flebo e lo trasforma. Il giorno dopo, Max si nutre dei suoi genitori e va a scuola, dove contagia i suoi amici che poi si nutrono di vari professori. John si sveglia di nuovo, questa volta graffiato e a letto con Sally. Lei sostiene di averlo praticamente trascinato nella sua stanza dal bar, dove hanno avuto un rapporto sessuale. John nega queste affermazioni, e lascia da sola Sally nella camera. Un paio di hipster arroganti (Darren Criss e Jessica Lu) arrivano in albergo e bullizzano Iris. Iris viene confortata da Liz, che descrive come è divenuta una dipendente presso l'hotel. Alla fine, Iris in preda alla rabbia uccide brutalmente gli hipster e si nutre del loro sangue.
Alex inizia a lavorare come nuova governante dei bambini-vampiri, e sarebbe rimasta in tale ruolo per molto fino a quando avesse seguito le regole.
- Special guest star: Finn Wittrock (Tristan Duffy).
- Guest star: Mädchen Amick (Mrs. Ellison), Darren Criss (Justin), Robert Knepper (Lieutenant), Jessica Lu (Babe), Lennon Henry (Holden Lowe), Kristen Ariza (Mrs. Pritchard), Mouzam Makkar (infermiera Leena).
- Ascolti USA: telespettatori 2 867 000 – rating 18-49 anni 1,5%[7]

## La stanza 33
- Titolo originale: Room 33
- Diretto da: Loni Peristere
- Scritto da: John J. Gray

### Trama
In un flashback al 1926 nella Murder House, il Dr. Charles Montgomery (Matt Ross) si incontra con Elizabeth per eseguire un aborto. Durante l'intervento, il bambino attacca l'infermiera che assiste Charles nell'operazione. Quando Elizabeth si sveglia, le viene annunciato che ha avuto un maschio. Ai giorni nostri, si scopre che Elizabeth lo tiene nella camera 33. John scopre Alex nella bara e sviene dopo averla vista. John poi esce dall'hotel e torna a casa. Donovan torna, insieme a Ramona e Iris, con un piano per uccidere i bambini, tuttavia egli si ritira e va nell'attico nella speranza di vedere Elizabeth, ma invece scopre Agnetha e Vendela, le due turiste svedesi, e i tre hanno una conversazione sul trovare il loro scopo dopo la morte. Nel frattempo, Tristan e Liz iniziano una relazione, preoccupati della reazione di Elizabeth. Tristan e Liz lo confessano ad Elizabeth e chiedono se possono stare insieme, ma Elizabeth invece uccide Tristan.
- Special guest star: Finn Wittrock (Tristan Duffy), Sascha Malkovich (Manuell Kruger), Mare Winningham (Hazel Evers).
- Guest star: Richard T. Jones (Detective Hahn), Matt Ross (Charles Montgomery), Darren Criss (Justin), Helena Mattsson (Agnetha), Shree Crooks (Scarlett Lowe), Kamilla Alnes (Vendela), Charles Melton (Signor Wu), Lennon Henry (Holden Lowe), Lyric Lennon (Lachlan Drake).
- Ascolti USA: telespettatori 2 637 000 – rating 18-49 anni 1,4%[8]

## La settima arte
- Titolo originale: Flicker
- Diretto da: Michael Goi
- Scritto da: Crystal Liu

### Trama

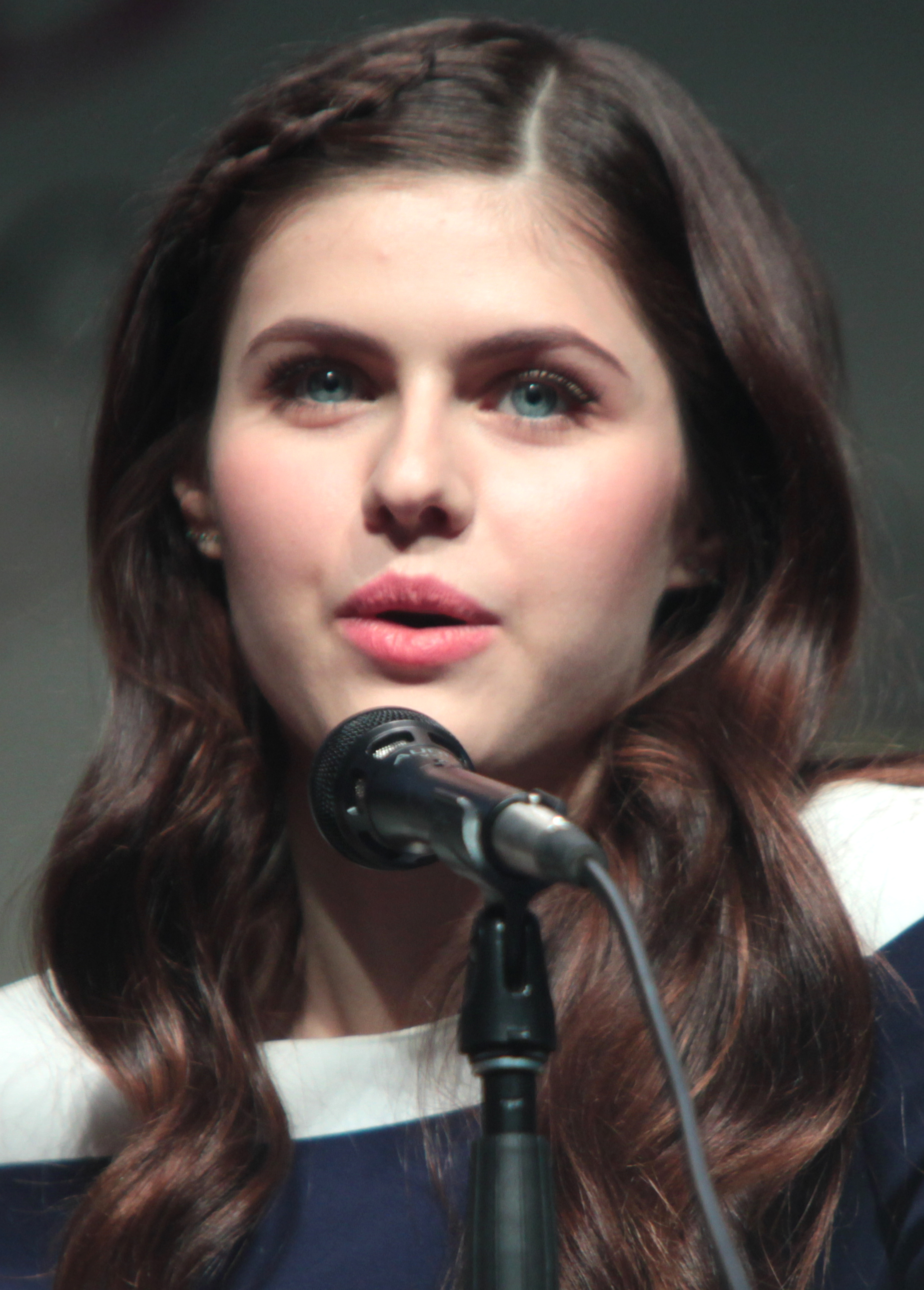
Alexandra Daddario interpreta Natacha Rambova

Nel 1925 a Los Angeles una giovane Elizabeth inizia una relazione con l'attore Rodolfo Valentino e sua moglie Natacha Rambova ma l'anno dopo l'attore muore prematuramente. Elizabeth conosce Mr. James Patrick March e lo sposa. Però Valentino riappare e le spiega che ha simulato la sua morte perché è stato infettato con un virus che l'ha reso un Afflicted - essere immortale simile ai vampiri. Egli infetta anche Elizabeth e progetta di fuggire con lei e Natacha ma Mr. March lo scopre e intrappola Valentino e sua moglie in un'ala dell'Hotel sigillata.
Ai giorni nostri i lavori di Will Drake liberano Rodolfo e Natacha che prima di lasciare l'Hotel uccidono Marcy e due uomini che lavorano per Will. John è in ospedale, si fa ricoverare anche lui e scopre che il sospettato Killer dei Dieci Comandamenti è Wren (Jessica Belkin), una dei bambini de La Contessa, che è complice del Killer dei Dieci Comandamenti. John e Wren scappano per tornare all'Hotel e fermare il killer ma la ragazza si suicida buttandosi sotto un tir.
- Special guest star: Finn Wittrock (Rodolfo Valentino), Mare Winningham (Hazel Evers).
- Guest star: Christine Estabrook (Marcy), Richard T. Jones (Detective Hahn), Alexandra Daddario (Natacha Rambova), David Barrera (Dr. Kaplan), Lyric Lennon (Lachlan Drake).
- Ascolti USA: telespettatori 2 637 000 – rating 18-49 anni 1,4%[9]

## Il killer dei dieci comandamenti
- Titolo originale: The Ten Commandments Killer
- Diretto da: Loni Peristere
- Scritto da: Ryan Murphy

### Trama
Dopo la morte di Wren, John si dirige all'Hotel Cortez e chiede di sapere dove si trova Il Killer dei Dieci Comandamenti. Sally lo conduce nella camera 64 e gli mostra una stanza segreta che March aveva costruito decenni prima, dove rivela che John è l'assassino. Realizzando ciò che ha fatto, John va all'obitorio e si confessa al Detective Hahn (Richard T. Jones). Attraverso una serie di flashback si scopre che John aveva già visitato prima il Cortez, nel 2010. Era venuto in contatto con March, che decise che John sarebbe stato il complice ideale per continuare il suo lavoro. Per convincerlo a vivere veramente nel mondo delle tenebre, March ha convinto Elisabeth a rapire Holden. Affranto, John va da Martin Gamboa, un molestatore di bambini, e lo uccide. Sally quasi lascia che John si uccida dopo che quest'ultimo ha capito quello che ha fatto, ma March lo salva, sostenendo che Sally lo può avere per sé dopo che John avrà compiuto tutti gli omicidi.
- Special guest star: Mare Winningham (Hazel Evers).
- Guest star: Richard T. Jones (Detective Hahn), Lennon Henry (Holden Lowe).
- Ascolti USA: telespettatori 2 310 000 – rating 18-49 anni 1,2%[10]

## Lei vuole vendetta
- Titolo originale: She Wants Revenge
- Diretto da: Michael Uppendahl
- Scritto da: Brad Falchuk

### Trama
Elizabeth riflette sulla sua situazione attuale e si rende conto che ormai nella sua vita c'è posto solo per le persone per cui prova amore, e quindi va a cercare Valentino e Natasha. Ha intenzione di costruire il Cortez come riparo contro il mondo moderno per lei e Rudy, ma solo una volta che l'avrà ucciso questo avverrà. Alex rintraccia i bambini dalla strage della scuola e trova tutti i corpi dei loro genitori. Tenta di portare i bambini indietro al Cortez, ma questi rifiutano l'aiuto e fuggono. Nel frattempo, Donovan dice a Ramona che devono affrettare il loro piano di vendetta contro Elizabeth e Will che si sposano quella stessa notte. Mentre Ramona sta per pugnalare Elizabeth, Donovan la tradisce e la rinchiude nel corridoio abbandonato all'interno di una gabbia al neon. Will si sposa con Elizabeth con una cerimonia privata e subito dopo il matrimonio, March presenta Will a Bartholomew. Per aver offeso l'aspetto deforme di suo figlio, Elizabeth imprigiona Will con Ramona e lo osserva tramite una videocamera con Ramona ora libera che gli squarcia di netto la gola e beve il sangue.
- Special guest star: Mare Winningham (Hazel Evers), Finn Wittrock (Rodolfo Valentino).
- Guest star: Alexandra Daddario (Natacha Rambova), Lyric Lennon (Lachlan Drake), Marla Gibbs (Sig.ra Royale), Henry G. Sanders (Sig. Royale).
- Ascolti USA: telespettatori 2 142 000 – rating 18-49 anni 1,1%[11]

## Lei si vendica
- Titolo originale: She Gets Revenge
- Diretto da: Bradley Buecker
- Scritto da: James Wong

### Trama
Natasha accetta l'invito di Elizabeth di soggiornare all'hotel, tuttavia Elizabeth la uccide poco dopo che quest'ultima è arrivata. Donovan va a trovare Rodolfo Valentino al motel e dopo un'accesa conversazione, lo uccide. John e Alex riaccendono il loro rapporto collaborando tra loro per trovare i bambini che sono stati contagiati conseguentemente al tentativo di Alex di salvare uno dei suoi pazienti con il proprio sangue. Quindi rintracciano i bambini e li convincono a tornare in albergo, e li ingannano farcendoli rinchiudere con Ramona. A Sally non piace il fatto che John e Alex siano tornati insieme e giura che lo ucciderà se John non starà con lei. Nel frattempo, Liz cerca l'aiuto di Miss Evers per aiutarlo a ricongiungersi con il figlio, Douglas, che invita a soggiornare in hotel per una settimana con tutte le spese pagate. Liz si ricongiunge a poco a poco con il figlio e Douglas ammette che vuole suo padre nella sua vita, a prescindere se sia una donna. Iris e Liz stavano progettando di suicidarsi insieme ma Liz si ritira. Invece, Liz e Iris si preparano ad uccidere la Contessa. Mentre Liz è più fiduciosa e decisa, Iris è più spaventata e timorosa. Insieme entrano nell'attico e cominciano a sparare senza fermarsi.
- Special guest star: Finn Wittrock (Rodolfo Valentino), Mare Winningham (Hazel Evers).
- Guest star: Alexandra Daddario (Natacha Rambova), Josh Braaten (Douglas Pryor), Lennon Henry (Holden Lowe).
- Ascolti USA: telespettatori 1 846 000 – rating 18-49 anni 0,9%[12]

## Battaglia finale
- Titolo originale: Battle Royale
- Diretto da: Michael Uppendahl
- Scritto da: Ned Martel

### Trama
Liz e Iris entrano insieme nell'attico e cominciano a sparare senza fermarsi. Ma non si accorgono che con Elizabeth c'è Donovan, che protegge la sua ex-amante e viene colpito da numerosi proiettili. Iris si accorge della presenza del figlio, smette di sparare e si precipita da lui. La Contessa, approfittando della distrazione di Liz e Iris, seppur ferita e sanguinante, riesce a scappare. Donovan prega la madre di portarlo fuori dall'hotel prima che muoia perché non vuole rimanere intrappolato nel Cortez insieme a tutti gli altri amanti di Elizabeth. Così le due donne portano via Donovan sulla strada davanti all'entrata. Lui, prima di morire, ringrazia la madre.
Nel frattempo Elizabeth si risveglia urlando, mentre Sally estrae a mani nude i proiettili dal suo corpo. Poco dopo riprende definitivamente i sensi e scopre che Sally l'ha salvata e le sta cucendo le ferite. Sally infatti è un'esperta di vene del corpo umano e ha saputo curare perfettamente la vampira. Sally ha salvato la donna perché vuole che lei l'aiuti ad uccidere John per farlo restare al Cortez per sempre. Elizabeth rivela a Sally che quest'ultima soffre di sindrome dell'abbandono, in quanto nella sua vita è stata sempre abbandonata. Sally si fa promettere dalla Contessa di restare per sempre con lei. Dopo le racconta di un suo vecchio amico a cui era molto legata e che aiutava a spacciare. Racconta che aveva un sacco di clienti, come due musicisti di nome Nick Harley e Tina Black.
Los Angeles. 1993.
Una viva e vegeta Sally è in uno studio di registrazione dove Nick Harley e Tina Black stanno registrando una canzone scritta da Sally stessa. I tre si recano all'Hotel Cortez per drogarsi grazie alla roba procurata da Sally. Mentre hanno un rapporto sessuale, Sally si fa dire da loro che la amano. Per assicurarsi che stiano sempre insieme Sally dice ai due di fidarsi e dopodiché cuce le sue braccia ai loro petti.
Sally spiega che loro due erano le uniche persone che l'avevano rispettata e amata. Si è cucita a loro solo perché li amava. Volendo assicurarsi di stare sempre con loro aveva fatto questo disperato gesto d'amore. Sally prosegue il racconto: una volta cuciti a Sally, i due musicisti morirono per overdose. Sally restò bloccata con i due cadaveri per 5 giorni. Per 3 giorni fu torturata anche dal Demone della Dipendenza. Questo demone è già apparso nel corso della stagione. È stato creato da Sally proprio in questa occasione e da allora si occupa di uccidere o torturare coloro che si drogano nell'hotel (come con Gabriel nel primo episodio della stagione). Il quinto giorno Sally riuscì a staccarsi dai due cadaveri e da allora venne a drogarsi sempre all'hotel perché quello era l'unico luogo dove aveva provato amore e che aveva sentito suo, fino alla sua morte l'anno dopo per mano di Iris quando si drogò nell'hotel con Donovan (vedi "Benvenuti all'Hotel Cortez").
John, Alex e Scarlet tornano a casa con Holden per ricominciare da capo. Scarlett è arrabbiata con i genitori per lo stato attuale di Alex e Holden e per il fatto che John debba uscire tutte le sere per andare a caccia per moglie e figlio. Una notte, John rientra a casa con una preda. Entrato in casa, scopre di essere solo. Capisce che sono stati rapiti da qualcuno dell'hotel quando scopre una chiave della camera 64 appesa ad una lampada.
Mentre la Contessa viene obbligata da Sally a bere il sangue dei suoi due figli per sopravvivere e scopre che Donovan è morto, Iris ottiene le ceneri del figlio, parla con lui, se ne cosparge e sale sul tetto del Cortez. Dopo ordina a Miss Evers di raccogliere le ceneri con l'aspirapolvere. Alla fine la Contessa, seppur a malincuore, beve il sangue dei suoi due figli dopo che loro stessi l'hanno incoraggiata. Dopodiché lei si sente rinforzata, ma i suoi due figli muoiono.
Liz ha un'ultima carta per uccidere la Contessa: Ramona, ancora rinchiusa. Iris non vuole liberarla perché è convinta che Ramona non collaborerà e la ucciderà, ma alla fine viene convinta. Le due donne si ritrovano nel corridoio rinchiuso dove trovano i cadaveri di Will e dei bambini infettati da Alex. Una volta trovata Ramona, Liz cerca di farla ragionare, dicendole che avrebbe dovuto ascoltarla quando le aveva detto di non fidarsi della Contessa. Ramona dice che i bambini e Will l'hanno rinforzata ma che ha bisogno di un'altra persona per avere le forze per uccidere Elizabeth.
Iris e Liz si interrogano su come fare, ma come per magia, al Cortez arriva un nuovo ospite. Si tratta di Queenie, una strega della Congrega di New Orleans (vedi American Horror Story: Coven). Queenie è venuta a L.A. per vincere "Ok il prezzo è giusto!". A questo proposito è sicura di farcela perché la Suprema ha stregato il suo biglietto. Liz riconosce Queenie da un documentario sulla Congrega visto in TV. Iris offende Queenie chiamandola "sposa di Satana", scatenando l'ira della ragazza, che sottolinea che quelle della sua stirpe nascono con questo dono, per discendenza. Poco dopo, Queenie viene condotta nella sua stanza dalle due donne. La strega però ha un cattivo presentimento, dicendo che dentro la stanza c'è un'energia negativa. Chiede di essere spostata in un'altra camera. Liz le consiglia di rinfrescarsi nella stanza mentre loro andranno a cercare una nuova camera. Queenie va a sciacquarsi la faccia in bagno ma dalla doccia esce Ramona. La vampira attacca la strega, accorgendosi però di avere davanti un avversario pericoloso: una bambola voodoo umana. Ramona ferisce Queenie, ma qualunque ferita ritorna a lei stessa, lasciando Queenie immune. Queenie, dopo aver messo a terra la sua avversaria, sta per ucciderla, ma appare James, che pugnala Queenie. La povera ragazza cade sul letto, mentre Ramona si avvicina a lei per berne il sangue. Queenie cerca di usare il suo potere su March, ma non ci riesce perché lui è un fantasma. James dá l'ultimo saluto a Queenie, mentre Ramona ne beve il sangue e chiede a March chi sia e perché l'ha aiutata. James dice che ha bisogno di qualcuno che uccida la Contessa e la intrappoli per sempre tra le mura dell'hotel. Dopodiché incoraggia Ramona a continuare a bere il sangue di strega, che la renderà forte e potente. Infine Queenie muore.
John giunge nella camera 64 dove trova Sally. John crede che sia stata lei a rapire la sua famiglia, ma lei gli rivela che è stato March. Infatti l'uomo è arrabbiato perché John se n'è andato prima di terminare gli omicidi. A John rimane soltanto un ultimo comandamento: il 5º, NON UCCIDERE. John deve quindi uccidere un omicida e così avrà completato gli omicidi legati ai comandamenti. Solo se lo farà March gli ridarà la sua famiglia.
Ramona si sente più potente e bella grazie al sangue di strega ed è pronta ad uccidere la Contessa. Liz si complimenta con l'amica per il lavoro svolto. Ramona quindi si reca nell'attico dove Elizabeth si sta preparando un drink, ancora scossa per la morte dei suoi figli. Entrambe riconoscono l'odore del sangue dell'altra: nel caso di Ramona, di noci; nel caso di Elizabeth, le caramelle. Ramona avvisa l'altra della magia che scorre nel suo sangue, ma Elizabeth la minaccia a sua volta dicendo che chiunque si avvicini a lei muore. Le due hanno un dialogo sulla prigionia di Ramona. Elizabeth rivela all'ex-amante che ha intenzione di lasciare l'hotel perché il tempo in cui stava li perché si sentiva protetta è finito. Ormai stando li prova solo sofferenza e dolore. Quindi Elizabeth decide di cedere a Ramona la sua carica di proprietaria del Cortez. Le due cadono nella passione e hanno un rapporto sessuale. Successivamente, la Contessa ha le valigie in mano ed è pronta a salire in ascensore per abbandonare l'hotel. Quando le porte si aprono, appare John, che le spara numerosi colpi di pistola, uccidendola.
John porta la testa di Elizabeth come trofeo a James, che si ritiene soddisfatto perché gli omicidi dei comandamenti sono finiti. James si congratula con lui per la scelta fatta. Sally cerca di uccidere John per averlo per sé ma March la ferma. John, quindi, visto che il suo compito è terminato, chiede a March di portarlo dalla sua famiglia.
James riceve Elizabeth per la cena insieme. March le dá consigli per abituarsi al suo nuovo stato di fantasma, visto lo stato confusionale della donna. Comincia una conversazione in cui emerge il giorno in cui March e Hazel si suicidarono. Elizabeth afferma di non aver chiamato lei la polizia. Alla fine Hazel confessa, dicendo che voleva dimostrare a March la sua devozione. Per questo aveva fatto trovare alla polizia gli indizi e l'aveva chiamata. Voleva morire insieme a March, per averlo tutto per sé. Hazel fa notare a March che la Contessa ha sempre disprezzato ogni momento in sua compagnia, mentre lei invece lo ha sempre amato. March ordina a Hazel di andarsene e di sparire dalla sua vista. Hazel confessa di sentirsi libera ora che non è più al suo servizio. Poi se ne va, abbandonando definitivamente colui che amò e servì con amore per molto tempo. March, rimasto solo con l'ex-moglie, le fa notare che ora non la vedrà solo una volta al mese, ma starà sempre con lei per l'eternità, fino al giorno del giudizio.
- Special guest star: Mare Winningham (Hazel Evers), Gabourey Sidibe (Queenie).
- Guest star: Josh Pence (Nick Harley), Lindsay Pulsipher (Tina Black), Shree Crooks (Scarlett Lowe), Lennon Henry (Holden Lowe).
- Ascolti USA: telespettatori 1 836 000 – rating 18-49 anni 0,9%[13]

## Sii nostro ospite
- Titolo originale: Be Our Guest
- Diretto da: Bradley Buecker
- Scritto da: John J. Gray

### Trama
L'hotel è stato migliorato e riaperto e Iris e Liz vorrebbero che ricevesse qualche stella; purtroppo Sally e Will uccidono una coppia di critici di hotel durante il loro soggiorno al Cortez, così Iris e Liz decidono di fare una "riunione" con tutti i fantasmi ospiti, durante la quale March, essendo d'accordo con lo smettere con le uccisioni, dà loro ragione, per il fatto che se avessero continuato ad uccidere tutti, nessuno avrebbe più soggiornato lì, ed il Cortez sarebbe stato buttato giù. Iris per convincere Sally, le regala un telefono con installati Facebook, Twitter e Instagram, per permetterle di comunicare col mondo e non sentirsi più sola, senza dover continuare a collezionare anime all'hotel; lei trova finalmente la serenità e smette di drogarsi. 
Will demoralizzato per la sua azienda, viene convinto da Liz a ritornare a fare schizzi, ed assegnandole la carica di sua delegata, riesce a far riprendere la sua attività, ed organizzare sfilate nell'hotel. Durante la prima, Liz è abbattuta per il ricordo della sfilata nella quale ha incontrato Tristan; così Iris invita all'hotel la medium Billie (della prima stagione) per cercare di comunicare con Tristan, che dice di non voler parlare con Liz. Quest'ultima scopre di avere un tumore alla prostata e prega tutti i fantasmi di ucciderla in modo da poter rimanere lei stessa fantasma per sempre nell'hotel con loro che sono la sua famiglia. A quel punto compare la contessa alla quale Liz dà l'onore di ucciderla per renderla fantasma. 
Diventata fantasma Liz si ricongiunge con Tristan che le rivela di non aver voluto parlare con lei per non influenzarla dall'uccidersi per poter stare con lui. La scena passa alla notte del Diavolo, 30 ottobre 2022, dove si scopre che la medium Billie si è approfittata dell'invito all'hotel per girare ormai diverse puntate del suo programma. Quindi Iris e Ramona decidono di assecondare la sua richiesta, cioè parlare con John. Lui le racconta che si è trasferito con la sua famiglia all'hotel, ed un giorno mentre era a caccia per la moglie ed il figlio Holden, viene ucciso dalla polizia fuori dall'hotel; quindi compare solamente durante la notte del Diavolo. Per dissuaderla dal continuare a girare puntate all'hotel e pubblicizzarlo, John la porta alla cena organizzata da March con tutti i serial killer, che le fanno bere assenzio e la minacciano di morte, facendola così scappare via. L'episodio si conclude con la Contessa durante una serata al bar dell'hotel che fa i complimenti ad un ragazzo per la sua mandibola. 
- Special guest star: Finn Wittrock (Tristan Duffy), Mare Winningham (Hazel Evers), Lily Rabe (Aileen Wuornos).
- Guest star: Christine Estabrook (Marcy), John Carroll Lynch (John Wayne Gacy), Seth Gabel (Jeffrey Dahmer), Anthony Ruivivar (Richard Ramirez), Helena Mattsson (Agnetha), Kamilla Alnes (Vendela), Josh Braaten (Douglas Pryor), Shree Crooks (Scarlett Lowe), Alanna Ubach (Jo), Lennon Henry (Holden Lowe), Jessica Lu (Babe), Charles Melton (Mr. Wu), Amir Talai (Mitch).
- Ascolti USA: telespettatori 2 245 000 – rating 18-49 anni 1,1%[14]